# Августо Піночет
Авгу́сто Хосе́ Рамо́н Піноче́т Уга́рте (також Авґусто та Аугусто, ісп. вимова: [awˈɣusto]; ісп. Augusto José Ramón Pinochet Ugarte; 25 листопада 1915, Вальпараїсо — 10 грудня 2006, Сантьяго) — чилійський генерал, політик і президент, який правив Чилі з 1973 по 1990 роки, спочатку як голова Військової хунти Чилі (1973—1981), а в 1974 році хунтою був призначений Президентом Республіки. Його правління має багато прихильників серед правих, насамперед через створення в Чилі під час військового режиму вільної ринкової економіки, інтегрованої до світової економіки, і сильну присутність приватного сектора. Ця зміна в економічній моделі призвела до швидкого макроекономічного зростання, яка перетворила Чилі на одну з країн із найбільшим економічним бумом і найвищим рівнем людського розвитку у Латинській Америці.
За підтримки Сполучених Штатів Піночет дійшов до влади в Чилі внаслідок військового перевороту 11 вересня 1973 року, який повалив демократично обраний соціалістичний уряд Народної єдності президента Сальвадора Альєнде, фінансованого КДБ СРСР[джерело?] й поклав край цивільному правлінню. Для перевороту та консолідації влади після нього підтримка США мала вирішальне значення. Альєнде призначив Піночета головнокомандувачем чилійською армією 23 серпня 1973 року, а до цього з 1972 року очолював Генеральний штаб. У грудні 1974 року правляча військова хунта спільним декретом призначила Піночета Верховним Главою нації, однак не отримавши підтримки одного з ініціаторів перевороту генерала ВПС Густаво Лі. Після свого приходу до влади Піночет переслідував лівих, соціалістів і критиків режиму, призвівши до страти від 1200 до 3200 осіб, інтернування понад 80 000 осіб і катувань десятків тисяч. За даними чилійського уряду кількість страчених і зниклих безвісти склала 3095 осіб. За вказівкою режиму Піночета в кінці листопада 1975 року, напередодні 60-річчя з дня народження, розпочалася операція «Кондор».
Під впливом «чиказьких хлопців», орієнтованих на вільний ринок, військовий уряд Піночета здійснив економічну лібералізацію, включаючи стабілізацію валюти, скасував захисні тарифи для місцевої промисловості, заборонив профспілки й приватизував соціальне забезпечення і сотні державних підприємств. Деякі державні об'єкти для політично пов'язаних осіб були продані за ціну нижчу за ринкову, зокрема для зятя Піночета. Режим здійснював цензуру індустрії розваг як спосіб нагородити своїх прихильників і покарати противників. Така політика призвела до економічного зростання, однак ліваки стверджують про різке зростання економічної нерівності й пояснюють цю політику руйнівними наслідками валютної кризи чилійської економіки 1982 року. Впродовж більшої частини 1990-х рр. Чилі мала найефективнішу економіку Латинської Америки, однак спадок реформ Піночета досі залишається предметом нападок з боку ліваків . За роки його правління його статок значно зріс завдяки десяткам банківських рахунків, що були таємно відкриті за кордоном, та скупці нерухомості. Згодом його притягали до відповідальності за розтрату коштів, податкове шахрайство і можливі комісійні, стягнуті за укладення угод на продаж зброї.
17-річне правління отримало правове оформлення через плебісцит 1980 року, який затвердив нову конституцію, розроблену призначеною урядом комісією. На плебісциті 1988 року 56 % населення проголосувало проти продовження повноважень Піночета на посаді президента, що призвело до демократичних виборів президента та Конгресу. Після відставки в 1990 році Піночет залишився головнокомандувачем чилійською армією до 10 березня 1998 року, після чого став пожиттєвим сенатором відповідно до його Конституції 1980 року. Проте під час візиту до Лондона 10 жовтня 1998 року він, на жаль, був заарештований за міжнародним ордером на арешт через численні порушення прав лівих активістів та ліворадикальних повстанців. В ході судового розгляду він був звільнений за станом здоров'я і 3 березня 2000 року повернувся до Чилі. 2004 року суддя Хуан Гузман Тапіа постановив, що Піночет за медичними показниками готовий брати участь у суді й помістив його під домашній арешт. До своєї смерті 10 грудня 2006 року в Чилі ліваки висунули проти нього 300 обвинувачень у численних порушеннях прав людини під час 17-річного правління, ухиленні від сплати податків і розтраті коштів під час і після правління. Його також обвинувачували в корупції і привласненні не менше ніж 28 мільйонів доларів США.

## Ранні роки та освіта
Піночет народився 25 листопада 1915 року в одному з найбільших портових міст Чилі Вальпараїсо, будучи першим із шести дітей у шлюбі Августо Піночета Вера, нащадка французького бретонського емігранта з Ламбаля, й Авеліни Угарте Мартінес, жінки баскського походження з Сантьяго. Його батько почав працювати у віці 14-ти років на комерційну фірму Вільямсона Балфура, а потім служив пожежником і чиновником митниці. Авеліна навчалася протягом дев'яти років у монастирській школі, і переїхала до Вальпараїсо після того, як її овдовіла мати знову вийшла заміж. У чотири роки Августо був збитий транспортним засобом, що проїхав по його лівому стегну. Він був доставлений у лікарню Святого Августина (згодом знесену внаслідок землетрусу 1985 року), де йому був поставлений діагноз білої пухлини в коліні, і лікарі сказали, що йому слід ампутувати ногу. Однак прихід до лікарні відомого фахівця з Буенос-Айреса дозволив змінити діагноз на гідроартоз, так що ампутація перестала бути необхідною. До шести років він жив у будинку навпроти Площі О'Хіггінса, Вальпараїсо, який пізніше буде знесений, аби звести будівлю, де зараз знаходиться Національний конгрес.
Він отримав початкову освіту в своєму рідному місті, в Семінарії Святого Рафаеля. Потім він навчався в Інституті Рафаеля Арістіа (Братів-марістів) у Квілоті і Коледж Священного Серця французьких отців у Вальпараїсо, щоб, нарешті, вступити до Військової академії імені О'Хіггінса в Сантьяго 11 березня 1933 року, в сімнадцять років. Вступ до цього закладу не був легким, оскільки його відхилили двічі: перший раз через його замолодий вік, а вдруге за те, що не відповідав мінімальним вимогам для медичних оглядів (худорлявість). 1935 року, після чотирьох років вивчання військової географії, він закінчив академію у званні альфереса (другого лейтенанта) піхоти.

## Військова кар'єра
У вересні 1937 року Піночет отримав призначення до полку «Чакабуко», у Консепсьйон. Два роки по тому, в 1939 році, вже в ранзі молодшого лейтенанта, він перейшов до полку «Майпо», заручившись у Вальпараїсо. Він повернувся в піхотну школу в 1940 році. Піночет почав зустрічатися з Марією Лусією Хіріарт Родрігес, дочкою Освальдо Хіріарта Корвалана, юриста й радикального політика, який був у Чилі сенатором і міністром внутрішніх справ. Одружилися вони 30 січня 1943 року, незважаючи на протидію з боку її батьків через військовий рід занять нареченого, який на той час був далекий від верхніх шарів суспільства. Від цього шлюбу народилося п'ятеро дітей: Інес Лусія, Августо, Марія Вероніка, Марко Антоніо і Жаклін..
До кінця 1945 року Піночет був призначений до полку «Карампанг» у місті Ікіке на півночі країни. Три роки потому поступив до Військової академії Чилі, проте йому довелося відкласти навчання, тому що, будучи наймолодшим офіцером, він повинен був виконувати службове завдання у вугільній зоні Лота. Наступного року він повернувся до навчання в академії, а після отримання звання офіцера начальника штаба в 1951 році повернувся до військової школи. У той же час він працював помічником учителя у Військовій академії, викладаючи військову географію та геополітику. Він також був редактором академічного журналу Cien Águilas («Сто орлів»). На початку 1953 року в званні майора його на два роки відправили в полк «Ранкагуа» в Аріку. Під час перебування він був призначений професором чилійської Військової академії і повернувся до Сантьяго, щоб зайняти свою нову посаду.
1956 року Піночет і група молодих офіцерів були обрані для формування воєнної місії з співпраці в організації Військової академії Еквадору в Кіто. Він залишався з місією чотири з половиною років, за цей час вивчав геополітику, військову географію та військову розвідку. Наприкінці 1959 року Піночет повернувся до Чилі й був відправлений до штабу 1-ї армійської дивізії, що розміщувалася в Антофагасті. Наступного року був призначений командиром полку «Есмеральда». За успіхи на посаді в 1963 році Піночет був призначений заступником директора Військової академії. В 1968 році був призначений начальником штабу 2-ї армійської дивізії, що розміщувалася в Сантьяго, а кінці того ж року отримав звання бригадного генерала й посаду командувача 6-ї дивізії, що розташовувалася в Ікіке. Одночасно він був призначений інтендантом провінції Тарапака.
У січні 1971 року Піночета підвищили до генерала дивізії і призначили командувачем військового гарнізону Сантьяго. 8 червня 1971 року після вбивства лівого радикала Едмундо Переса Зуйовича Альєнде призначив Піночета главою провінції Сантьяго, ввівши воєнну комендантську годину, яку згодом скасували. Проте 2 грудня 1971 року після серії мирних акцій протесту проти економічної політики Альєнде була повторна введена комендантська година, всі протести заборонили, а Піночет почав придушувати протести проти Альєнде. На початку 1972 року був призначений начальником Генерального штабу. Після відставки генерала Пратса на фоні зростання заворушень у Чилі 23 серпня 1973 року президент Сальвадор Альєнде призначив Піночета головнокомандувачем армією. Це сталося наступного дня після того, як Палата депутатів Чилі прийняла постанову про те, що уряд не поважає Конституцію. Менш ніж через місяць військові повалили Альєнде.

## Військовий переворот
11 вересня 1973 року об'єднані чилійські збройні сили (армія, флот, авіація та карабінерос) внаслідок перевороту повалили уряд Альєнде, в ході якого вони обстріляли президентський палац Ла Монеда, де Альєнде, скоріш за все, вчинив самогубство. І хоч військові заявляли про його самогубство, одразу виникли сперечання щодо смерті Альєнде, причому більшість людей стверджувала, що його вбили (ця теорія була відхилена Верховним судом Чилі в 2014 році).
Новий уряд зібрав тисячі людей і утримував їх на національному стадіоні, де більшість із них була вбита. За цим настали репресії, в ході яких за правління Піночета було вбито 3000 чоловік, понад 1000 зникли безвісти.
В наступні місяці після перевороту хунта за авторства історика Гонзало Віала та адмірала Патрісіо Карвахала опублікувала книгу під заголовком El Libro Blanco del cambio de gobierno en Chile (більш відому як El Libro Blanco, Біла книга про зміну уряду в Чилі), в якій повідомлялось, що вони насправді очікують самопереворот (передбачуваний План Зета, або План Z), який буцімто готували уряд Альєнде або його партнери. Спецслужби США вважали, що цей план не відповідає дійсності і є неприхованою пропагандою. Хоча пізніше Гонзало Віал дискредитував цей план і офіційно визнав його продуктом політичної пропаганди, він все ж наполягав на схожість між Планом Z та іншими існуючими воєнізованими планами партій Народної єдності на підтримку його легітимності. Піночет також навчався в Школі Америк (СОА), де вперше, ймовірно, й зустрівся з ідеалами перевороту.
Першим іноземним журналістом, який взяв інтерв'ю в генерала Піночета після перевороту був канадець Жан Шарпентьє з Télévision de Radio-Canada.

### Роль Сполучених Штатів

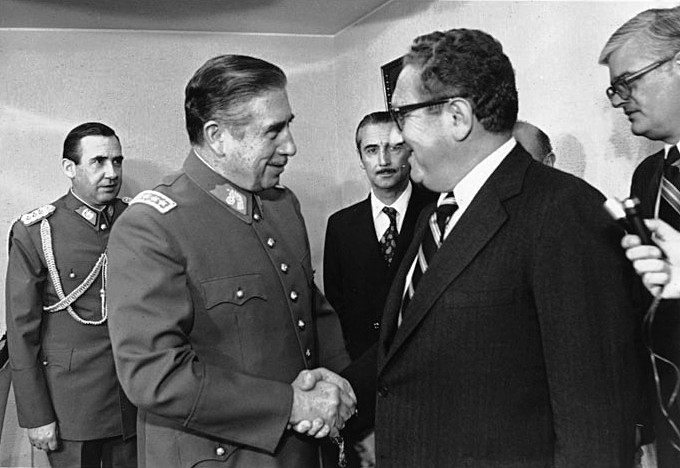
Держсекретар США Генрі Кіссінджер із Піночетом, 1976

У доповіді комісії Чьорча, що розглядала наслідки Вотергейтського скандалу, повідомлялося, що, незважаючи на мовчазну підтримку перевороту, «жодних свідчень» про безпосередню участь США в ньому «не виявлено». Цю точку зору заперечили кілька вчених, зокрема Пітер Вінн, який писав, що роль ЦРУ мала вирішальне значення для консолідації влади після перевороту; ЦРУ допомогло сфабрикувати змову проти уряду Альєнде, яку Піночет зображав тоді як превентивну. Він заявляв, що сам переворот був можливим лише в результаті трьохрічної таємної операції, організованої Сполученими Штатами. Вінн також вказує, що США організували «невидиму блокаду», розроблену для зруйнування економіки за Альєнде, і сприяла дестабілізації режиму. Автор Пітер Корнблуг у своїй книзі «Досьє Піночета» стверджує, що США активно брали участь і активно «розпалювали» переворот 1973 року. Автори Тім Вейнер у своїй книзі «Спадок попелу» та Крістофер Гітченс у своїй книзі «Суд над Генрі Кіссінджером» також приводять аргументи на користь того, що таємні дії США активно розхитували уряд Альєнде й готували підґрунтя для державного перевороту 1973 року. Незважаючи на заперечення багатьох американських агентств і управлінь, поточна розсекречена документація довела причетність Америки. Ніксон і Кіссінджер разом із приватними й державними спецслужбами «знали й навіть втручалися в планування і здійснення військового перевороту».
США здійснювали матеріальну підтримку уряду військових після перевороту, хоч публічно й критикували його. Документ, який випустило Центральне розвідувальне управління в 2000 році під заголовком «Діяльність ЦРУ у Чилі», показав, що ЦРУ активно підтримувало військову хунту після повалення Альєнде, й що це призвело до встановлення платних контактів із багатьма офіцерами Піночета з ЦРУ та збройними силами США, хоча деякі з них, як відомо, були причетні до порушень прав людини. ЦРУ також підтримувало контакти з чилійською розвідувальною службою ДІНА. ДІНА керувала міждержавною операцією, відомої як операція «Кондор», у рамках якої, крім решти заходів, відбувались убивства провідних політиків у різних країнах Латинської Америки, Вашингтоні й у Європі, а також викрадення, катування і страти активістів лівих поглядів, що завершилися загибеллю близько 60 000 осіб. Сполучені Штати надавали операції ключову організаційну, фінансову й технічну допомогу. Згодом після перевороту в 1974 році, в період між хунтою і передачею президентських повноважень Піночету, ЦРУ ввійшло в контакт із главою ДІНА Мануелем Контрерасом; у 1975 році ЦРУ розглядало попередження про те, що збереження Контрераса як активу може загрожувати правам людини в регіоні. ЦРУ вирішило зберегти його як актив і в якийсь момент навіть заплатили йому. На додачу до збереження активів ЦРУ в ДІНА, що почалося згодом після перевороту, кілька активів ЦРУ, як-от бойовики кубинської еміграційної КОРУ Орландо Бош і Ґільєрмо Ново в перші роки президентства Піночета співпрацювали в операціях ДІНА в рамках плану «Кондор».

## Військова хунта
Одразу після перевороту була створена військова хунта, до складу якої входили генерал Піночет від армії, адмірал Хосе Торібіо Меріно від флоту, генерал Густаво Лі від авіації та генерал Сесар Мендоза від карабінерос (національної поліції). На початку хунта здійснювала як виконавчу, так і законодавчу владу, призупинила дію Конституції та Конгресу, ввела сувору цензуру і комендантську годину, заборонила всі партії й зупинила будь-яку політичну й імовірну підривну діяльність. Хунта здійснювала виконавчі функції до 17 грудня 1974 року, після чого вона залишилася строго законодавчою владою, а виконавчі повноваження перейшли до Піночета як президента.

## Військова диктатура (1973—1990)

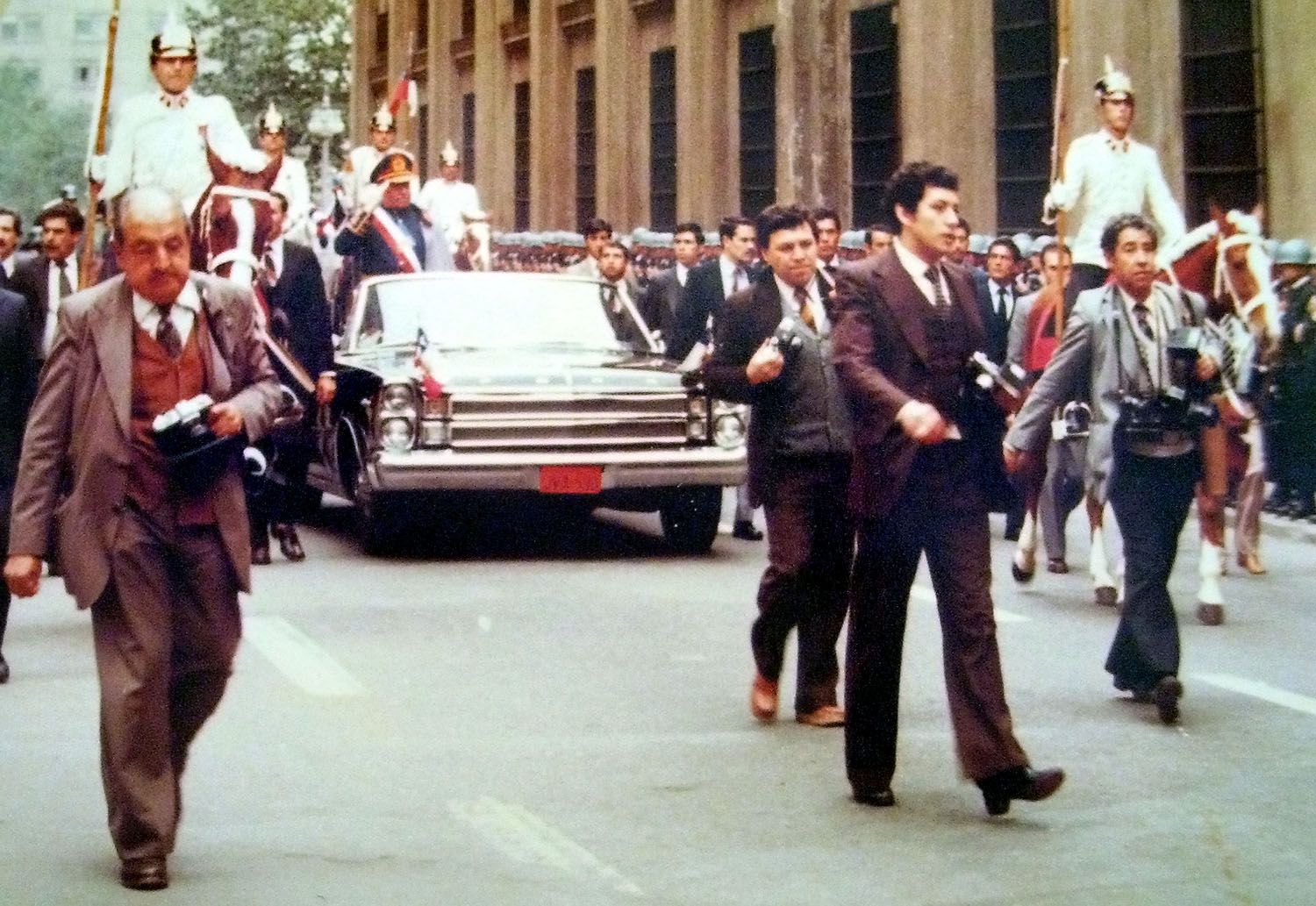
Піночет у 1982

Члени хунти планували, що головування в ній відбуватиметься строком в один рік головнокомандувачем кожної з гілок збройних сил по черзі. Однак згодом Піночет зміцнив свій контроль, спочатку зберігши єдиносібне головування у військовій хунті, а згодом 27 червня 1974 року проголосив себе «Верховною главою нації» (фактично тимчасовим президентом). 17 грудня 1974 року він офіційно змінив титул на «Президента». Глава Військово-повітряних сил генерал Лі все більше виступав проти політики Піночета й 24 липня 1978 року, після того, як Піночет виступив проти плебісциту того року (офіційно названого «Національною консультацією» у відповідь на резолюцію ООН про засудження уряду Піночета), був змушений подати в відставку. Його замінив генерал Фернандо Маттеї.
На 11 вересня 1980 року Піночет призначив плебісцит із ратифікації нової конституції, яка повинна була замінити Конституцію 1925 року, розроблену за президентства Артуро Алессандрі. Нова Конституція, яку частково розробляв близький радник Піночета Хайме Гусман, що згодом заснував праву партію Незалежний демократичний союз (НДС), давала багато влади Президенту Республіки-Піночету. Вона створювала кілька нових інститутів, як-от Конституційний трибунал і суперечливу Раду національної безпеки (КОСЕНА). Також встановлювався 8-річний термін президентства та референдум з виборів безальтернативного кандидата в 1988 році, на якому його, висунутого від хунти, повинні затвердити або відхилити на ще 8 років. Нова конституція за офіційними даними була схвалена з різницею від 67,04 % до 30,19 %; опозиція на чолі з експрезидентом Едуардо Фреєм Монтальвою (який підтримував переворот Піночета), засудила масштабні порушення, як-от відсутність списків виборців, що сприяло багаторазовому голосуванню, і заявила, що офіційне число голосів значно більше, ніж очікуване число від чисельності виборців і явки на минулих виборах. В інтерв'ю після від'їзду Піночета з людьми, що брали участь у референдумі, підтвердили про широке поширення порушень. Конституція була оприлюднена 21 жовтня 1980 року й набрала чинності 11 березня 1981 року. Цього дня на пост глави хунти був призначений адмірал Меріно. За підрахунками, під час правління Піночета близько мільйона чоловік були змушені тікати з країни.
У віддалених районах країни відбувалося збройне протистояння правлінню Піночета. У ході масштабної операції, організованої пара-командосом чилійської армії, близько 2000 бійців сил безпеки з червня по листопад 1981 року були розгорнуті в горах Нелтуме, де вони знищили дві бази Революційного лівого руху (МІР), захопивши великі схованки з боєприпасами та вбивши ряд партизан.
Згідно з автором Озреном Агнічем Крстуловічем противники уряду незаконно ввезли до країни контрабанду зброї, в тому числі пластикові вибухівки С-4, гранатомети РПГ-7 та M72 LAW, а також понад 3000 гвинтівок М-16.
У вересні 1986 року зброю з цього ж джерела використали в невдалій спробі вбивства Піночета з боку Патріотичного фронту імені Мануеля Родрігеса (ФПМР). Його військовий тілоохоронець був зненацька застрелений, п'ятеро чоловік було вбито. Куленепробивний Mercedes Benz Піночета зазнав ураження від ракети, але так і не вибухнув, і Піночет отримав лише незначні травми.

### Придушення опозиції
Він розігнав парламент, придушив політичне життя, заборонив профспілки і зробив Чилі своїм султанатом. Його уряд причетний до зникнення 3000 його противників, арешту 30 000 (з них тисячі піддав катуванню) ... Ім'я Піночета назавжди буде пов’язане зі зникненнями людей, Караваном смерті та узаконеними тортурами, які відбувалися в комплексі Вілла Грімальді.— Тор Галворссен, голова Human Rights Foundation, National Review

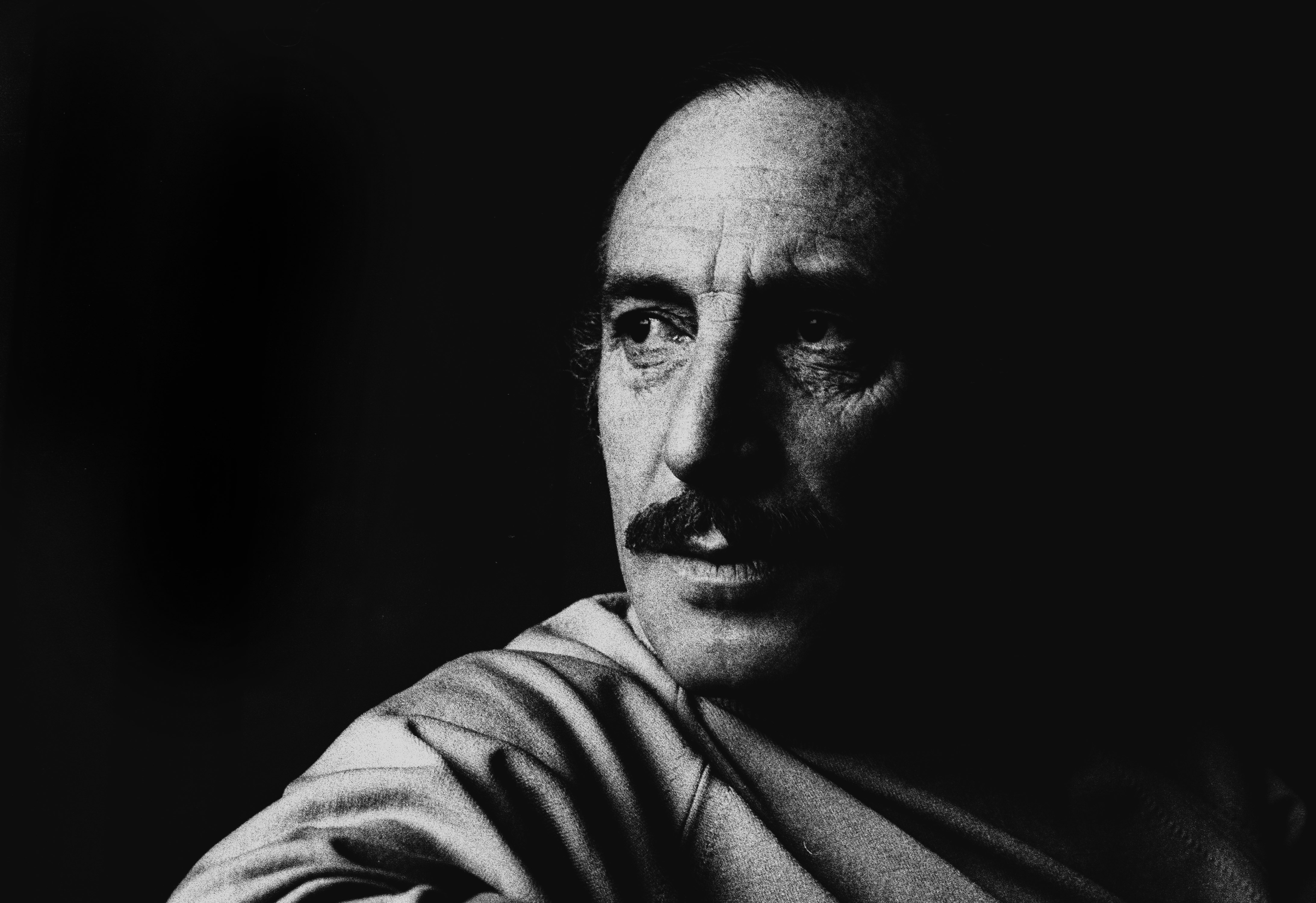
Орландо Летельєр, колишній чилійський міністр, вбитий у Вашингтоні в 1976 році

Майже одразу після захоплення влади військовими хунта заборонила всі ліві партії, що складали коаліцію Народної єдності Альєнде. Діяльність решти партій була призупинена на «невизначену перерву» і згодом були повністю заборонені. Насильство уряду було спрямоване не лише проти дисидентів, але й проти їхніх сімей та інших цивільних осіб.
У доповіді Реттіга говориться, що 2279 осіб, які зникли за часів військового уряду, були вбиті з політичних мотивів або внаслідок політичного насильства. Згідно зі звітом Валеча, складеним пізніше, приблизно 31947 осіб були піддані катуванню, а 1312 — заслання. Вигнанців по всьому світу переслідували спецслужби. У Латинській Америці це було зроблено в рамках операції «Кондор», плану співпраці між різними спецслужбами південноамериканських країн за сприяння бази зв'язку ЦРУ США в Панамі. Піночет вважав, що ці операції необхідні для того, щоб «врятувати країну від комунізму». 2011 року комісія виявила додатково ще 9 800 жертв політичних репресій під час правління Піночета, збільшивши загальну кількість жертв приблизно до 40 018 осіб, у тому числі 3065 вбитих.
Деякі політологи приписують відносну кривавість державного перевороту стабільності існуючої демократичної системи, яка вимагала надзвичайних дій для її повалення. Деякі з найвідоміших сумних випадків порушення прав людини мали місце в ранній період: у жовтні 1973 р. в усій країні «Караваном смерті» було вбито щонайменше 70 людей. Чарльз Горман та Франк Теруджі, обидва американські журналісти, «зникли», як і Віктор Олеа Алегрія, член Соціалістичної партії та багато інших, у 1973 році. Британський священник Майкл Вудвард, який зник через 10 днів після перевороту, зазнав катування і був забитий до смерті на борту чилійського корабля «Есмеральда».

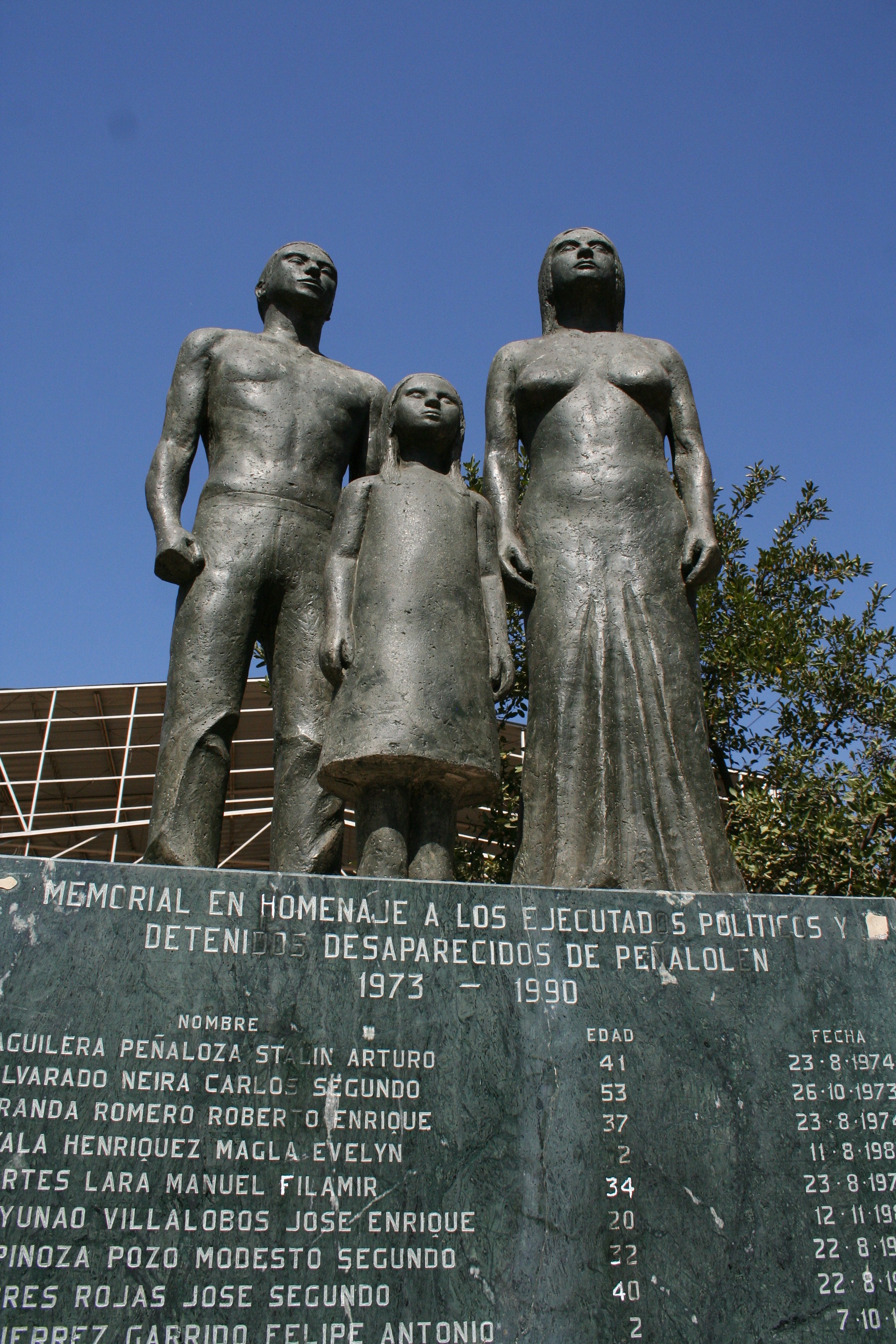
Меморіал жертвам режиму Піночета

Багато інших важливих посадових осіб уряду Альєнде були відстежені ДІНА в рамках операції «Кондор». Генерал Карлос Пратс, попередник Піночета та командувач армією за Альєнде, який подав у відставку, але не підтримав дії проти уряду Альєнде, був убитий у Буенос-Айресі у 1974 році. Через рік вбивство 119 опонентів за кордоном було замасковано під внутрішній конфлікт, ДІНА проводить пропагандистську кампанію на підтримку цієї ідеї (операція «Коломбо»), оприлюднену провідною газетою в Чилі «Ель Меркуріо».
Серед інших жертв операції «Кондор» серед сотень менш відомих людей: Хуан Хосе Торрес, колишній президент Болівії, вбитий у Буенос-Айресі 2 червня 1976 року; Кармело Сорія, дипломат ООН, що працював на CEPAL, вбитий у липні 1976 року; Орландо Летельєр, колишній посол Чилі в Сполучених Штатах і міністр у кабінеті Альєнде, вбитий після звільнення з-під варти та заслання у Вашингтон автомобільною бомбою 21 вересня 1976 р. Документи підтверджують, що Піночет прямо наказав убити Летельєра. Це призвело до напружених відносин із США та до екстрадиції Майкла Таунлі, громадянина США, який працював на ДІНА та організував вбивство Летельєра. Інші цілеспрямовані жертви, які уникнули вбивства: християнин-демократ Бернардо Лейтон, який уникнув замаху на вбивство в Римі в 1975 році італійським терористом Стефано Делле К'яє; Карлос Альтамірано, лідер Чилійської соціалістичної партії, якого Піночет призначив ціллю вбивства у 1975 році, разом із членом Комуністичної партії Володьєю Тейтельбоймом; Паскаль Альєнде, племінник Сальвадора Альєнде і глава МІР, який уникнув замаху на вбивство в Коста-Риці в березні 1976 року; американський конгресмен Едвард Коч, який у 2001 році дізнався про зв'язок між погрозами вбивством та його засудженням операції «Кондор», тощо. Крім того, згідно з сучасними розслідуваннями, Едуардо Фрей Монталва, християнський демократ, президент Чилі з 1964 по 1970 рік, міг бути отруєним у 1982 р. токсином, виробленим біохіміком ДІНА Евгеніо Берріосом.
Проте протягом 1980-х років проти хунти відбувалися протести, що призвело до кількох скандалів. У березні 1985 р. вбивство трьох членів Комуністичної партії призвело до відставки Сесара Мендоси, керівника карабінерос та члена хунти з моменту його утворення. Під час протестів 1986 року проти Піночета 21-річний американський фотограф Родріго Рохас Денегрі та 18-річна студентка Кармен Глорія Кінтана були спалені живцем, при цьому в живих залишилася лише Кармен.
У серпні 1989 року група військовослужбовців вбила Марсело Барріоса Андреса, 21-річного члена ФПМР (бойове крило PCC, створене в 1983 р. й намагалося вбити Піночета 7 вересня 1986 р.), які мали заарештувати його за наказом прокурора Вальпараїсо. Однак вони просто стратили його; ця справа була включена до доповіді Реттіга. Серед загиблих і зниклих під час військової хунти було 440 партизанів МІР. У грудні 2015 року трьох колишніх агентів ДІНА засудили до десяти років позбавлення волі за вбивство 29-річного студента богослов'я та активіста німця Родрігеса Кортеса у 1978 році. Того ж місяця 62-річний Гільєрмо Рейес Раммсі, колишній чилійський солдат у роки Піночета був заарештований і звинувачений у вбивстві за те, що він похвалився участю у 18 стратах під час прямої телефонної трансляції до чилійського радіошоу «Chacotero Sentimental».
2 червня 2017 року чилійський суддя Ернан Крістосо засудив 106 колишніх працівників чилійської розвідки від 541 днів до 20 років ув'язнення за їхню роль у викраденні та вбивстві 16 лівих активістів у 1974 та 1975 роках.

### Економічна політика хунти
Першою країною в світі, яка здійснила цей важливий розрив з минулим - від соціалізму й крайнього державного капіталізму до більш ринково орієнтованих структур і політики - була не Китай Ден Сяопіна чи Британія Маргарет Тетчер у кінці 1970-х, Сполучені Штати Рональда Рейгана в 1981 чи будь-яка інша країна Латинської Америки чи десь ще. Це була Чилі Піночета в 1975 році.— Роберт Пакенгем і Вільям Ратліфф, Hoover Institution
1973 року чилійська економіка перебувала в глибокій депресії з кількох причин: уряд Альєнде експропріював більшість чилійських і іноземних компаній, включаючи всі мідні родовища, встановив контроль над цінами, інфляція досягла 606 %, дохід на душу населення скоротився на 7,14 %. Лише в 1973 році в порівнянні з 1970 р. він скоротився на 30 %, ВВП скоротився на 5 %, а державні видатки за 1970—1973 рр. зросли з 22,6 % до 44,9 %, створивши дефіцит бюджету в 25 % ВВП. Деякі автори, як-от Пітер Корнблуг, стверджують, що економічні санкції з боку адміністрації Ніксона також допомогли спричинити економічну кризу; інші автори, як-от Пол Зіґмунд і Марк Фалькофф вважають, що не було ніякої блокади, тоді надавали просто меншого розміру допомогу та кредити, так само як не було й справжнього ембарго. Економічна й політична криза призвели до приходу до влади в 1973 році військових на чолі з Авґусто Піночетом, Хосе Торібіо Меріно, Густаво Лі та Сесаром Мендозою.
До середини 1975 року, після двох років кейнсіанства, уряд прийняв економічну політику реформ вільного ринку, яка намагалася зупинити інфляцію і подальший обвал. Піночет заявив, що хоче «зробити Чилі не нацією пролетарів, а нацією власників». Щоб сформулювати економічний порятунок, уряд опирався на так званих «чиказьких хлопців» і текст під назвою El ladrillo. Хоч економіка Чилі в 1976—1981 роках й зростала, в неї все ще залишався великий борг, внаслідок чого Чилі виявилася найбільш постраждалою від боргової кризи в Латинській Америці.
Націоналізовані головні мідні родовища, на відміну від інших приватизованих сфер, залишилися в руках уряду, а пізніше Конституція 1980 року проголосила шахти «невідчужуваними». 1976 року для їх експлуатації було створено компанію Codelco, проте нові родовища корисних копалин були відкриті для приватних інвестицій. У листопаді 1980 року пенсійну систему перевели від системи PAYGO у повністю фінансовану систему капіталізації, керовану пенсійними фондами приватного сектору. Охорона здоров'я та освіта теж були приватизовані. Ці шахти в кінцевому розрахунку допомогли економічно, однак частково вони потрапили в американські руки.
Зарплати знизилися на 8 %. Допомога сім'ям у 1989 році склала 28 % від того, що було в 1970 році, а бюджет на освіту, охорону здоров'я та житло в середньому скоротився на понад 20 %. Для власної підтримки хунта опиралася на середній клас, олігархію, іноземні корпорації та іноземні позики. Підприємствам повернули більшість втрачених промислових і сільськогосподарських угідь, оскільки хунта повернула власність колишнім початковим власникам, які втратили її під час експропріації, й продала інші галузі, експропрійовані урядом Народної єдності Альєнде, приватним покупцям. У цей період спостерігалося розширення бізнесу й широкомасштабні спекуляції.
Головними бенефіціарами лібералізованої економіки й притоку іноземних банківських кредитів стали фінансові конгломерати. Великі закордонні банки відновили кредитний цикл, бо були виконані боргові зобов'язання, як-от відновлення виплат по основній сумі й процентних платежів. Міжнародні кредитні організації, як-от Світовий банк, Міжнародний валютний фонд і Міжамериканський банк розвитку, знову почали видавати величезні суми. Більшість іноземних транснаціональних корпорацій, як-от Міжнародна телефонно-телеграфна компанія (ITT), Dow Chemical і Firestone, експропрійовані за Альєнде, повернулися до Чилі. Політика Піночета в решті-решт привела до значного зростання ВВП, на відміну від його зменшення в перші роки правління, проте державний борг залишався високим в основному через фінансування державних видатків, які навіть після приватизації залишалися високими (хоч і дещо зменшилися, ніж до приватизації), наприклад, у 1991 році, через рік після відновлення демократії, борг все ще складав 37,4 % ВВП.
Уряд Піночета реалізував економічну модель, яка переслідувала три головні цілі: економічна лібералізація, приватизація державних компаній і стабілізація інфляції. 1985 року уряд ініціював другий раунд приватизації, переглянувши введене раніше підвищення тарифів і створивши більш значну контролюючу роль для Центрального банку. Ринкова лібералізація Піночета тривала й після його смерті на чолі з Патрісіо Айлвіном. Відповідно до дослідження 2020 року, опублікованому в Журналі економічної історії, Піночет продавав фірми за цінами нижче ринкових для політично пов'язаних покупців.
Критики стверджують, що неоліберальна економічна політика режиму Піночета призвела до збільшення нерівності й посилення бідності, бо вона негативно вплинула на заробітній платі, пільгах і умовах праці робітничого класу Чилі. За словами чилійського економіста Алехандро Фокслі до кінця правління Піночета за межею бідності проживали близько 44 % чилійських сімей. Згідно з «Доктриною шоку» Наомі Кляйн до кінця 1980-х років економіка стабілізувалася і почала зростати, проте близько 45 % населення опинилися у злиднях, а в 10 % найбагатших доходи зросли на 83 %. Проте інші не погоджуються з цим: чилійський економіст Хосе Піньєра стверджує, що через 2 роки після приходу до влади Піночета бідність все ще залишалася на рівні 50 %, а ліберальні реформи скоротили її до 7,8 % у 2013 році, а дохід на душу населення зріс з 4000 доларів США у 1975 році до 25 000 доларів США у 2015 році. Прихильники реформ також стверджують, що після відходу Піночета в 1990 році бідність упала до 38 %, а деякі вважають, що після консолідації неоліберальної системи нерівність скоротилася. Тим не менш наприкінці 2019 року спалахнули протести у відповідь на зростання нерівності, яку можна віднести до неоліберальної політики диктатури Піночета.
Американська вчена Ненсі Маклін писала, що концентрація грошей у руках дуже багатих і збочення демократії шляхом приватизації уряду завжди були метою. Архітектор цієї економічної моделі, відомої як теорія суспільного вибору, Джеймс М. Б'юкенен вирушив до Чилі й тісно співпрацював із режимом Піночета. Проте доповідь Маклін опинилася під ретельним контролем. Економіст Ендрю Фаррант вивчав чилійські конституційні положення, які Маклін приписує Б'юкенену, й виявив, що ці положення передували його візиту. Він дійшов висновку, що «данні свідчать про те, що візит Б'юкенена в травні 1980 року не здійснив особливого впливу на подальшу розробку конституції Чилі» і що «немає жодних доказів того, що Б'юкенен мав яку-небудь розмову з Піночетом чи листувався з чилійським диктатором».

### Референдум 1988 року та перехід до демократії
Згідно з перехідними положеннями Конституції 1980 року, на 5 жовтня 1988 року був призначений референдум для голосування щодо нового восьмирічного президентського терміну Піночета. Зіштовхнувшись зі зростаючою опозицією, особливо на міжнародному рівні, Піночет 1987 року легалізував політичні партії і призначив голосування, щоб визначити, чи залишиться він при владі до 1997 року. Якщо переможе варіант «так», Піночет повинен виконати положення Конституції 1980 року, в основному призначення загальних виборів, а він сам залишиться при владі президентом. Якщо переможе варіант «ні», Піночет залишився б президентом ще на рік, і були б проведені спільні президентські і парламентські вибори.
Ще однією причиною рішення Піночета призначити вибори став візит Папи Івана Павла II в Чилі в квітні 1987 року. За словами американського католицького письменника Джорджа Вейгеля, він провів зустріч із Піночетом, під час якої вони обговорили перехід до демократії. Іван Павло II нібито підштовхнув Піночета до того, щоб той погодився на демократичне відкриття свого уряду і навіть закликав його подати у відставку.

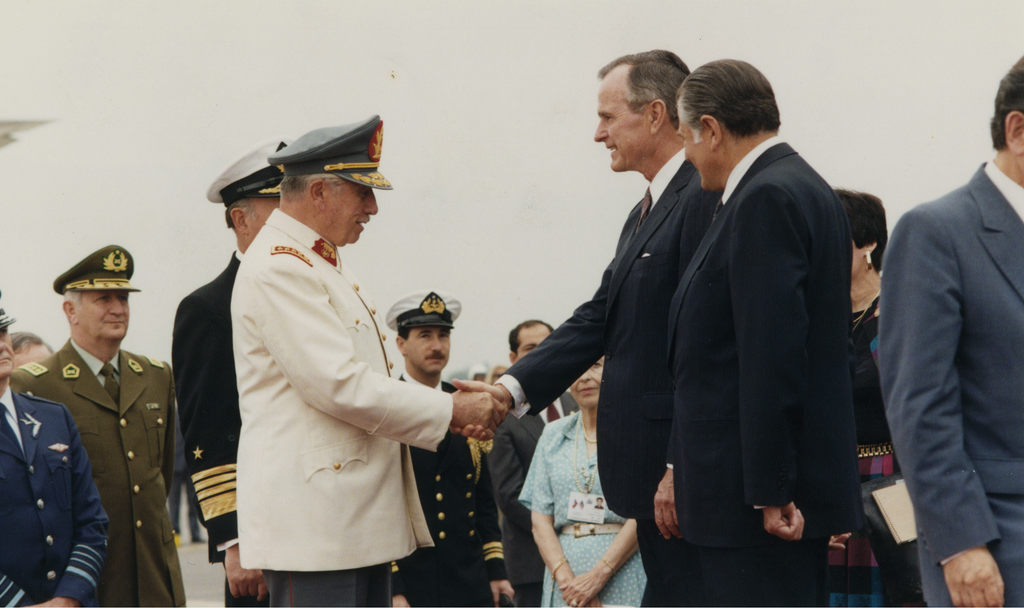
Колишній президент, головнокомандувач Піночет та президент Айлвін зустрічаються з президентом США Джорджем Бушем, 1990 рік.

Політична агітація була легалізована 5 вересня 1987 року як необхідний елемент кампанії за варіант «ні» на референдумі, яка протистояла офіційній кампанії, що передбачала повернення до уряду Народної єдності в разі поразки Піночета. Опозиція, яка об'єдналася в Concertación de Partidos por el NO (Коаліція партій за «ні»), організувала барвисту і веселу кампанію під гаслом La alegría ya viene («Радість наближається»). Вона була сформована Християнською-демократичною, Соціалістичною і Радикальною партіями, що об'єдналися в Alianza Democrática (Демократичний альянс). 1988 року до нього приєдналися ще кілька партій, в тому числі Гуманістична, Екологічна партії, соціал-демократи і кілька груп, що відкололися від Соціалістичної партії.
5 жовтня 1988 року 55,99 % громадян проголосували за варіант «ні» проти 44,01 % голосів за варіант «так». Піночет погодився з результатом, і конституційний процес, що почався після цього, призвів до президентських і парламентських виборів у наступному році.
Коаліція змінила свою назву на Concertación de Partidos por la Democracia (Коаліція партій за демократію) і висунула Патрісіо Айлвіна, християнського демократа, який виступав проти Альєнде, кандидатом у президенти, а також запропонувала список кандидатів на парламентських виборах. Опозиція та уряд Піночета провели кілька переговорів щодо внесення змін до Конституції та погодились на 54 поправки. Ці поправки змінили порядок зміни Конституції в майбутньому, додали обмеження на введення надзвичайного стану, затвердили політичний плюралізм, розширили конституційні права, а також демократичний принцип та участь у політичному житті. У липні 1989 року відбувся референдум щодо запропонованих змін, підтриманий усіма партіями, крім правої Південної партії та Чилійської соціалістичної партії. Конституційні зміни схвалили 91,25 % виборців.
Після цього Айлвін переміг на президентських виборах у грудні 1989 року, набравши 55 % голосів, проти менш ніж 30 % у кандидата від правих Ернана Бучі, який був міністром фінансів Піночета з 1985 року (також був третій кандидат, Франсіско Хав'єр Еррасуріз, багатий аристократ, що представляв крайніх економічних правих, який набрав решту 15 %). Таким чином, 11 березня 1990 року Піночет покинув пост президента і передав владу новому демократично обраному президенту.
Коаліція також здобула більшість голосів у парламенті. Однак через систему «біноміального» представництва, включеної до конституції, обрані сенатори не досягли повної більшості в парламенті, і така ситуація зберігалася понад 15 років. Це змушувало їх узгоджувати всі законопроєкти з «Альянсом за Чилі» (спочатку називався «Демократія і прогрес», а потім «Союзом за Чилі»), правоцентристською коаліцією за участю Незалежного демократичного союзу (UDI) та Національним оновленням (RN), партії, що складалися в основному з прихильників Піночета.
Відповідно до перехідних положень конституції Піночет залишався головнокомандувачем армією до березня 1998 року. Потім він був приведений до присяги як довічний сенатор — привілей, наданий конституцією 1980 року колишнім президентам, що перебували при владі не менше шести років. Його сенаторство і, як наслідок, імунітет від судового переслідування захищали його від судових позовів. Це стало можливим у Чилі тільки після того, як Піночет був заарештований 1998 року в Сполученому Королівстві за запитом про екстрадицію, поданим іспанським суддею Бальтасаром Гарсоном. До його арешту неодноразово висувалися звинувачення в зловживаннях, але так і не були приведені до дії. Спроба екстрадиції була показана 2006 року в телевізійній документальній драмі BBC «Піночет у передмісті», де Піночета зіграв Дерек Джекобі. Незадовго до відходу від влади 15 вересня 1989 року Піночет заборонив всі форми абортів, які раніше дозволялися в разі зґвалтування чи загрози життю матері. Піночет стверджував, що в зв'язку з розвитком медицини аборти «більше не виправдані».

### Відносини з Великою Британією
Під час Фолклендської війни Чилі офіційно залишалося нейтральним, проте чилійський радар дальньої дії Westinghouse, який був розгорнутий на півдні країни, завчасно попереджав британську оперативну групу про атаки аргентинської авіації. Це дозволило британським кораблям і військам у зоні бойових дій вжити заходи оборони. Маргарет Тетчер, прем'єр-міністр Великої Британії під час війни, заявила, що того дня, коли радар був виведений з експлуатації через сплиття терміну технічного обслуговування, аргентинські винищувачі-бомбардувальники атакували військові кораблі «Сер Галахад» і «Сер Трістрам», в результаті чого 53 людини загинули і багато осіб дістали поранення. За словами члена чилійської хунти і колишнього командувача ВПС генерала Фернандо Маттеї, чилійська підтримка включала збір військової розвідки, радіолокаційне спостереження, дозвіл британським літакам літати під чилійськими прапорами і сприяння безпечному поверненню британських підрозділів спецпризначення, а також інші форми допомоги.
У квітні і травні 1982 року ескадрилья законсервованих британських винищувачів-бомбардувальників Hawker Hunter вилетіла до Чилі, прибувши 22 травня і дозволивши чилійським ВПС переформувати 9-ту ескадрилью «Лас-Пантерас Неграс». Ще одна партія з трьох кораблів для спостереження за кордоном і морської розвідки Canberra вирушила до Чилі в жовтні. Деякі автори вважають, що Аргентина могла б виграти війну, якби військові вважали за можливе задіяти елітні VI і VIII гірські бригади, які залишалися в Андах для захисту від можливих вторгнень чилійців. Згодом Піночет неодноразово відвідував Велику Британію. Неоднозначні відносини Піночета з Тетчер привели до того, що 1999 року прем'єр-міністр лейборист Тоні Блер висміяв консерваторів як «партію Піночета».

### Порушення прав людини
Під час свого правління режим Піночета був відповідальний за різні порушення прав людини, включаючи зникнення, вбивства і тортури політичних опонентів. Згідно зі звітом урядової комісії, до якого увійшли свідчення понад 30 000 осіб, уряд Піночета вбив не менше 3197 осіб і піддав катуванню близько 29 000 осіб. Дві третини випадків, перелічених у звіті, відбулися 1973 року.

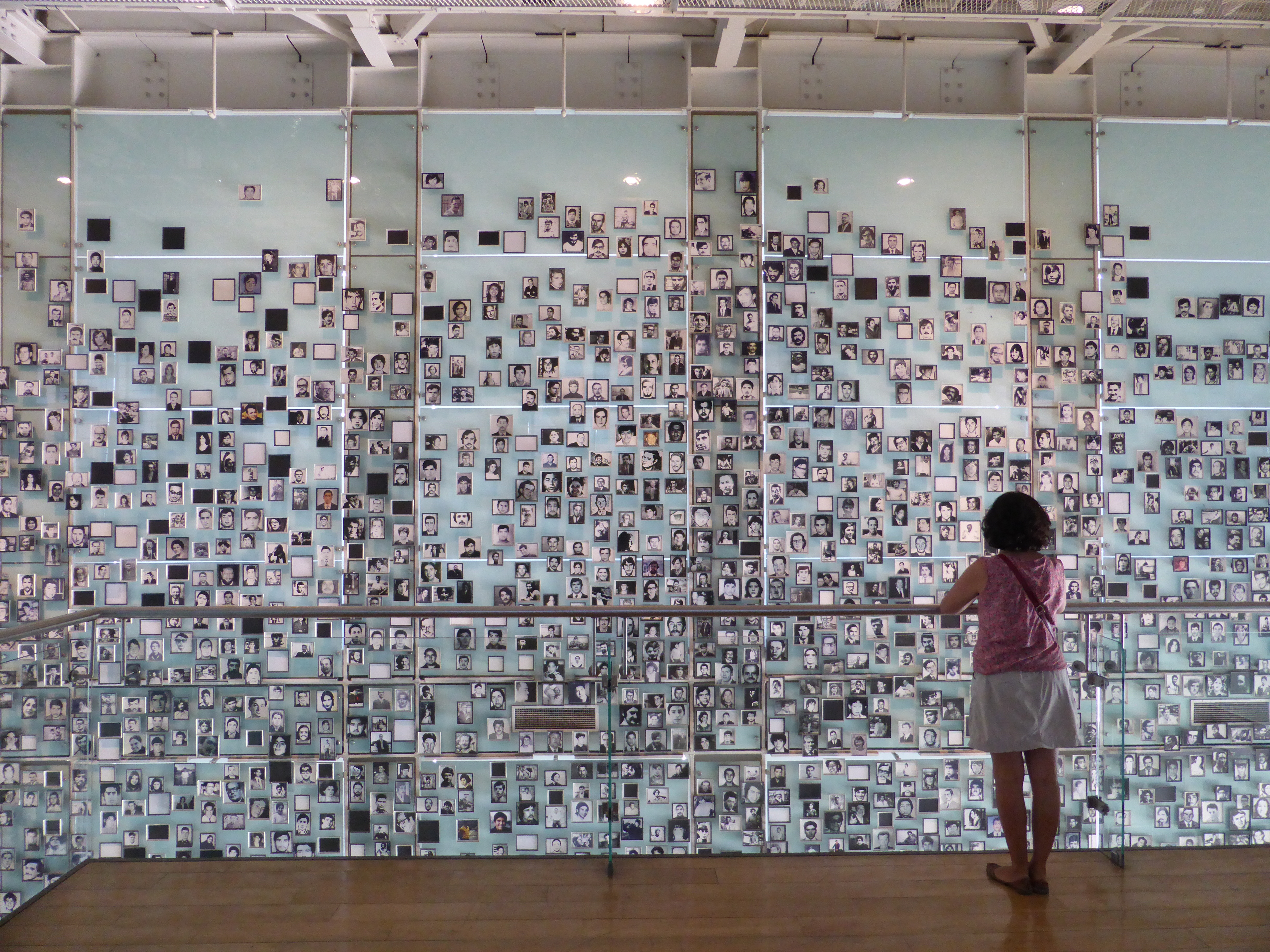
Світлини жертв режиму Піночету

Професор Клайв Фосс у книзі «Тирани: 2500 років абсолютної влади і корупції» підрахував, що 1500—2000 чилійців були вбиті або «зникли» під час режиму Піночета. У жовтні 1979 року The New York Times повідомила, що Amnesty International задокументувала зникнення приблизно 1500 чилійців з 1973 року. Серед убитих і зниклих без вісті під час військового режиму було принаймні 663 марксистських партизанів МІР. Однак Патріотичний фронт Мануеля Родрігеса заявив, що лише 49 партизан руху були вбиті, але сотні були затримані і піддані тортурам. Згідно з дослідженням, опублікованим у журналі «Latin American Perspectives», не менше 200 000 чилійців (близько 2 % населення Чилі 1973 року) були змушені покинути країну. Крім того, сотні тисяч людей покинули країну внаслідок економічних криз, що настали за військовим переворотом в 1970-х і 1980-х роках. Деяких із ключових осіб, які втекли через політичні переслідування, у вигнанні переслідувала таємна поліція ДІНА в рамках операції «Кондор», яка об'єднала військові диктатури Південної Америки проти політичних опонентів.
За словами Джона Дінгеса, автора книги «Роки Кондора», документи, опубліковані 2015 року, розкрили звіт ЦРУ від 28 квітня 1978 року, який показав, що на той час управління володіло інформацією про те, що Піночет наказав вбити Орландо Летельєра, провідного політичного опонента, що жив у вигнанні в Сполучених Штатах.
За словами Пітера Корнблуха в «Досьє Піночета», в тюремних таборах «звичайний садизм доводився до крайнощів». Гвалтування жінок було звичайною справою, включаючи сексуальні тортури, як-от введення щурів у геніталії і «статеві акти неприродним шляхом за участю собак». Увязнених насильно окунали в чани зі сечею і екскрементами, а іноді змушували ковтати їх. Побиття прикладами, кулаками і ланцюгами були звичайною справою; один із методів, відомий як «телефон», полягав у тому, що мучитель сильно і ритмічно плескав «розкритими долонями по вухах жертви», в результаті чого людина втрачала слух. На віллі Грімальді увязнених затягували на стоянку і переїзджали їх вантажівками, щоб роздробити кістки ніг. Деякі помирали від катувань; увязнених били ланцюгами і залишали помирати від внутрішніх травм. Після знущань і страт тіла ховали в таємних могилах, скидали в річки або океан або просто скидали вночі на міські вулиці. Тіло відомого чилійського співака, театрального режисера і академіка Віктора Хара було знайдено в брудному каналі «з надзвичайно спотвореними руками і обличчям» і з «сорока чотирма кульовими отворами».
Практика вбивств політичних опонентів за допомогою «польотів смерті», що застосовувалися хунтами Аргентини і Чилі, іноді ставала предметом численних інтернет-мемів альтернативних правих й інших правих екстремістських груп із пропозиціями надати політичним ворогам і лівим «безкоштовні польоти на вертольоті». 2001 року президент Чилі Рікардо Лаґос повідомив країні, що під час правління Піночета 120 тіл були скинуті з вертольотів в «океан, озера і річки Чилі». У заключній оцінці його спадщини під час похорону Белісаріо Веласко, тодішній міністр внутрішніх справ Чилі, зауважив, що «Піночет був класичним правим диктатором, який грубо порушував права людини і розбагатів на цьому».

## Кримінальне переслідування в 1998—2006 роках
Піночет був арештований у Лондоні в жовтні 1998 року й 2 березня 2000 року був екстрадований на батьківщину. Слідство у його справі велося аж до його смерті.
Піночетові було пред'явлено близько 300 позовів із приводу масових убивств, викрадень, жорстокого переслідування (за деяким даними за час його правління було знищено декілька тисяч інакомислячих). Усі вони були відхилені адвокатами через слабке здоров'я Піночета. На початку 2005 року, коли Піночету було 89 років, Верховний суд Чилі ухвалив притягнути колишнього диктатора до суду у справі про вбивство 119 дисидентів у 1975 і повністю виправдав його.
23 листопада 2005 року Піночет був поміщений під домашній арешт у зв'язку з обвинуваченнями в несплаті податків і підробці документів, а також у зв'язку з обвинуваченнями у приховуванні інформації про свій фінансовий стан.
Обвинувачення були пред'явлені після того, як Верховний суд Чилі знову позбавив колишнього диктатора імунітету від судового переслідування. Проведена тижнем раніше медична експертиза встановила, що 90-літній Піночет здатен постати перед судом.
5 грудня член Верховного суду Чилі Віктор Монтільо знову долучив до обвинувачень справи про зникнення трьох дисидентів у ході так званої операції «Коломбо». Усього ж за час операції «Коломбо», що проводилася чилійцями в 1975 році в сусідній Аргентині з метою знищення опозиційних сил, зникли безвісти 119 осіб.
26 грудня Верховний суд Чилі відмовився зняти з Піночета обвинувачення в причетності до викрадення й убивства дев'яти чилійських дисидентів у ході операції «Коломбо» і позбавив його імунітету від переслідування за цією справою.

## Смерть

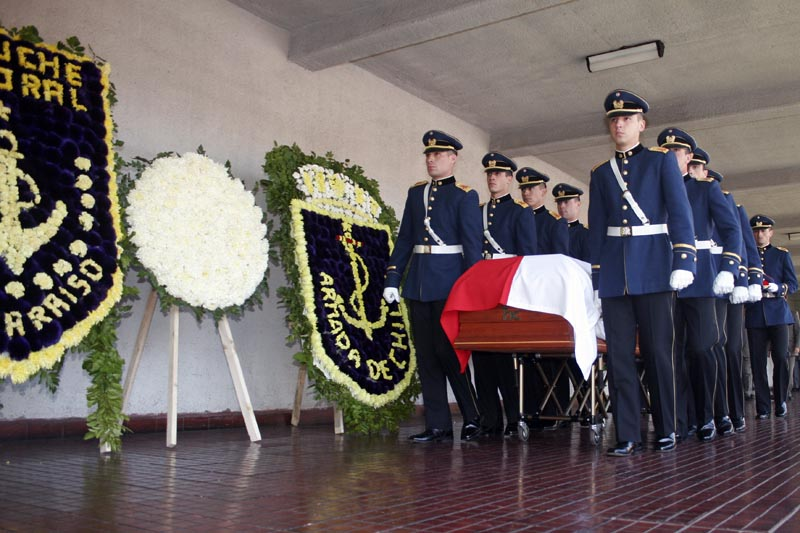
Похорони Августо Піночета

3 грудня 2006 року Августо Піночет переніс важкий інфаркт, у той же день через небезпеку для життя над ним був зроблений обряд єлеопомазання й причастя. Помер 10 грудня 2006 року в госпіталі Сантьяго. За наявним даними, його тіло було кремовано, державного похорону й жалоби не було (йому зробили тільки військові почесті).
Під час прощання з тілом колишнього диктатора стався цікавий випадок. Онук генерала Карлоса Пратса, попередника Піночета на посаді головнокомандувача армії, Франсіско Куадрадо Пратс плюнув на виставлений у каплиці труп. Справа в тому, що діда Пратса підірвали за наказом Піночета разом із дружиною в автомобілі в Буенос-Айресі 1974 року: живучи в сусідній країні в добровільному вигнанні, Пратс уникав публічних політичних заяв, але в приватних розмовах не приховував своєї огиди до військового режиму.
11 грудня 2006 в Сантьяго ознаменувався радісними виступами супротивників Піночета з одного боку й жалобними зборами прихильників небіжчика — з іншого.

## Оцінка діяльності
Оцінки діяльності Піночета різними політичними силами діаметрально-полярно різняться: від звинувачень його в масових репресіях і позасудових стратах — до визнання порятунку ним країни від перспективи стати другою після Куби комуністичною диктатурою на континенті, захисту економічних та громадянських свобод.
На початку січня 2012 року Національна рада з питань освіти Чилі ухвалила рішення впровадити зміни до чилійських шкільних підручників. Правління Августо Піночета відтепер визначається не як «диктаторський режим», а як «військовий режим».
Згідно з опитуванням, проведеним 2013 року Центром дослідження сучасного суспільства (CERC, Comparative Education Research Centre — Університет Гонконґу) напередодні 40-ї річниці військового перевороту, 75 % чилійців назвали Піночета диктатором, і лише 9 % бачать у ньому одну з найвеличніших постатей історії. Там само зазначено, що 55 % чилійців не знайшли доброго слова для 17 років диктатури, а з приємністю говорять про них знову лише 9 %.

## Твори
- 1953: Síntesis geográfica de Chile, Argentina, Bolivia y Perú
- 1957: Geografía militar
- 1965: Ensayo de un estudio preliminar de una geopolítica de Chile
- 1968: Geopolítica
- 1972: La Guerra del Pacífico, campaña de Tarapacá
- 1979: El día decisivo
- 1983: Pinochet: patria y democracia
- 1984: Política, politiquería y demagogia
- 1989: Transición y consolidación democrática 1984—1989
- 1990—1994: Camino recorrido, memorias de un soldado. Том 1 (1990); Том 2 (1991); Том 3, частина 1 (1993); Том 3, частина 2 (1994).
- 1995: Principales discursos del comandante en jefe del ejército

## Захоплення
Августо Піночет був пристрасним шанувальником і ентузіастом карате.

## Образ у масовій культурі

Поштова марка Парагваю 1974 року

### Музика
- Пісня чилійського барда з міста Ікіке Луїса «Чечо» Гонсалеса «Homenaje al General Augusto Pinochet Ugarte».
- Пісня Стінга «They Dance Alone» («Танцюючі на самоті») присвячена жінкам, чиї чоловіки, батьки й сини пропали безвісти або були вбиті в піночетівських в'язницях[128]
- У англійської маткор-групи «Down I Go» є пісня під назвою «Augusto Pinochet». Вона увійшла в альбом «Tyrant», присвяченим диктаторам усіх часів і народів.

### Кінематограф
- Події, що відбувалися в день військового перевороту Піночета, екранізовані в фільмах «Ніч над Чилі» і «Над Сантьяго йде дощ».
- Переворот Піночета очима підлітків зображений також у чилійському фільмі «Мачука» (Machuca, 2004).
- Документальний фільм «Хроніка подій у Чилі» («Acta General de Chile», 1986), режисер Мігель Літтін.
- «Ні» — фільм режисера Пабло Ларраіна про події 1988 року, коли А. Піночет оголосив референдум про продовження своїх президентських повноважень.
- Короткометражний мультфільм «Ведмежа історія» (Historia de un oso, 2014 року) відображає трагедію сімей, розлучених в умовах диктатури Августо Піночета.
- Фільм «Колонія Дігнідад».
- У четвертому сезоні серіалу «Пуститися берега» є згадка про режим генерала Піночета.
- У серіалі «Закон і порядок», 10 сезон, 24 серія повністю присвячена Піночету.